# 右翼
右翼、右派（うよく、うは／英：right-wing, rightist, the Right）とは、現状維持や漸進的な改革を志向する政治的スタンス。語源となった18世紀末のフランス議会に於いては、保守派のこと。保守主義・反動主義的な思想や運動、または急進・共産主義に対して漸進・反共産主義勢力や人物を含む。左翼の対立概念である。右翼の中でも過激なものを極右、穏健なものを中道右派という。

## 概要
右翼と左翼の語源はフランス革命に由来する。フランス革命期の憲法制定国民議会において、旧秩序の維持を支持する勢力（王党派、貴族派、国教派など）が議長席から見て右側の席を占め、左側に旧勢力の排除を主張する共和派・急進派が陣取ったことが語源となった。続く立法議会においても、右側に立憲君主派であるフイヤン派が陣取り、左側に共和派や世俗主義などの急進派（ジャコバン派）が陣取った。「右翼」という語は、超王党派による1815年のフランス王政復活の後、よく使われるようになった。
「右翼」は社会主義と対立する保守主義・反動主義を日本では指した。また、「左翼」が共産主義や社会主義をめざす勢力を指すのに対して、右翼は、左翼勢力に反対して自由市場の資本主義を擁護するリバタリアニズムや新自由主義といった勢力や、国家主義・民族主義・国粋主義を支持する勢力を指す。
右翼とは、一般に、自国や自民族が持っている元来の文化、伝統、風習、思想等を重視した政治思想をよぶため、国や時代や立場によっても右翼と左翼の位置付けは異なり、一概に「右翼」と言っても多種多様な主義主張がある。例えば共和主義や自由主義は、フランス革命後の議会では王党派との対比で「左翼」と呼ばれたが、19世紀後半からは社会主義との対比で「右翼」と呼ばれる事が多い。
マイペディア(平凡社)では「一般にはドイツのナチズム、イタリアのファシズム、日本の超国家主義者などがその代表」と言う。
T.A.Smith, R.Tatalovichによれば、社会学の説明としては、左翼が大きな平等や政治参加を求める社会運動であるのに対して、右翼は「秩序・体制・身分・名誉・伝統的な社会格差や価値観の構造を維持することを目指す社会運動」を指すとされ、保守、愛国心、国粋主義的な思想を含むとされる。類義語には「保守」や「守旧」など、対義語には「左翼」や「革新」などがある。
評論家の浅羽通明は、政治学者山口二郎の研究を援用して、以下のように整理する。左翼は、人間は本来自由、平等で、人権という理性、知性で考えついた理念をまだ知らない人にも広め（啓蒙）実現しようと志す。これらの理念は「国際的」「普遍的」であって、その実現が人類の進歩であると考えられる。現実に支配や抑圧、上下の身分、差別といった、自由と平等に反する制度があれば、それを批判し、別の形で実施する。対するに右翼は、伝統や「人間の感情、情緒」を重視し、理性が生み出した自由・平等・人権では人は割り切れないと考える。そのため、反啓蒙主義の立場をとる。「長い間定着してきた世の中の仕組みである以上は、多少の弊害があっても簡単に変えられないし、変えるべきでもない」と考える。こうした伝統的な世の中の仕組みには、近代以前に起源を有する王制、天皇制、身分制なども含む。右翼は、自国の歴史を重んじる歴史主義、ロマン主義の立場をとり、制度改革を目指す左翼から伝統や歴史を保守しようと志す。このことから右翼は「国粋主義」「民族主義」となり、「国際主義」「普遍主義」と拮抗するようになる。また、浅羽は竹中平蔵や小泉純一郎政権の構造改革などの市場原理主義は自由を徹底させ、既得権否定などは平等実現にも思えるため左翼のようである。また、国民の人権や自由を抑圧した旧ソ連など社会主義国の場合や、他民族に支配されている少数民族が自由や他民族との平等を求めたベトナム解放戦争やクルド人、チェチェン人の闘争の場合は右翼なのか左翼なのかと問い、「右翼─左翼」の位置づけは難しいと指摘している。
政治学者丸山眞男は世界の「右翼」にほぼ共通するイデオロギーや精神的傾向を以下の10項目にわたって挙げている。
1. 他のあらゆる忠誠に対する国家的忠誠の優先
2. 平等と国際的連帯を強調する思想や宗教への憎悪
3. 反戦平和運動に対する反感情、「武徳」の賛美
4. 国家的「使命」の謳歌
5. 国民的伝統・文化を外部からの邪悪な影響から守れというアピール
6. 一般に権利よりも義務、自由よりも秩序の強調
7. 社会的結合の基本的紐帯（ちゅうたい）としての家族と郷土の重視
8. あらゆる人間関係を権威主義的に編成しようという傾向
9. 「正統的」な国民宗教または道徳の確立
10. 知識人あるいは自由職業人に対して、彼らが破壊的な思想傾向の普及者になりやすいという理由から、警戒と猜疑の念をいだく傾向[15]。

西田毅は、対立概念の左翼と同様、右翼という用語は元来、相対的な意味しかもたないゆえに、厳密な定義を行うことは困難であり、また活動内容や機能の実態はさまざまに異なるが、現在（1994年執筆時点）では一般に反共産主義・反社会主義・保守的反動的国家主義・超国家主義の精神やイデオロギーを持つ、ファッショ（ファシズム）的集団や人物を意味すると解説している。
政治学者ノルベルト・ボッビオによれば、右翼にも左翼にも穏健派と過激派が存在する。右翼および左翼の過激派は、民主主義を軽蔑し、妥協、慎重さ、忍耐、調停などを嫌悪し、勇敢さ、大胆さなどの戦闘的武人的美徳を好み、暴力を正当化する傾向がある。他方、ボッビオによれば、右翼・左翼を分けるものは、平等についての考え方である。左翼は、平等主義的で、人間に共通するものを尊重するのに対して、右翼は、人間のあいだの相違を尊重する。ボッビオは、マルコ・レヴェッリの研究を援用して、左翼・右翼という言葉は固定された内容を指すのでなく、時代や状況によってさまざまな内容を指し、「右と左が対立関係をあらわすということは、右と左に同時に所属し得ないということを意味するだけ」で、時代が異なれば、右翼に属することと左翼に属することが内容的に同じであることがありうると解説している。
イギリス、アメリカ合衆国、カナダ、オーストラリア、ニュージーランドなどの欧米資本主義諸国では、二大政党制の下、それぞれの党が保守派と革新派とで明確に分かれており、これらは右翼・左翼と区別して認識されている。ただし、アメリカはマッカーシズムや赤狩りといった反共主義の政策により左翼と見られることを忌避する傾向が強いため（非常に小さい勢力ながら「アメリカ共産党」が存在する）、革新派はリベラルと名乗る場合が多い。

### 極右
右翼の強硬派または急進派または、極右と呼ばれる。誤った解釈として、右翼について説明する際にファシズムやナチズムが例に挙げられるが、ファシズムやナチズムには社会主義の影響も強く、また排外主義は必ずしも伝統的な権威や伝統を重視しておらず、伝統的な保守派や右翼思想とは異なる面が多い。

## 世界各国の右翼

### 東アジア

#### 日本
昭和期の戦前・戦中右翼は「観念右翼」と「革新右翼」の二つに大別される。また、戦後右翼は「反共右翼」と「民族派右翼」に区別される。
日本の右翼思想の源流は、南北朝時代の楠木正成に代表される尊皇討幕の精神であり、江戸時代を通じて水戸学を通して醸熟され、幕末の勤皇の志士らに多大な影響を与えた。国学者が標榜した国粋主義や皇国史観、平野国臣らなどが挙げられる。

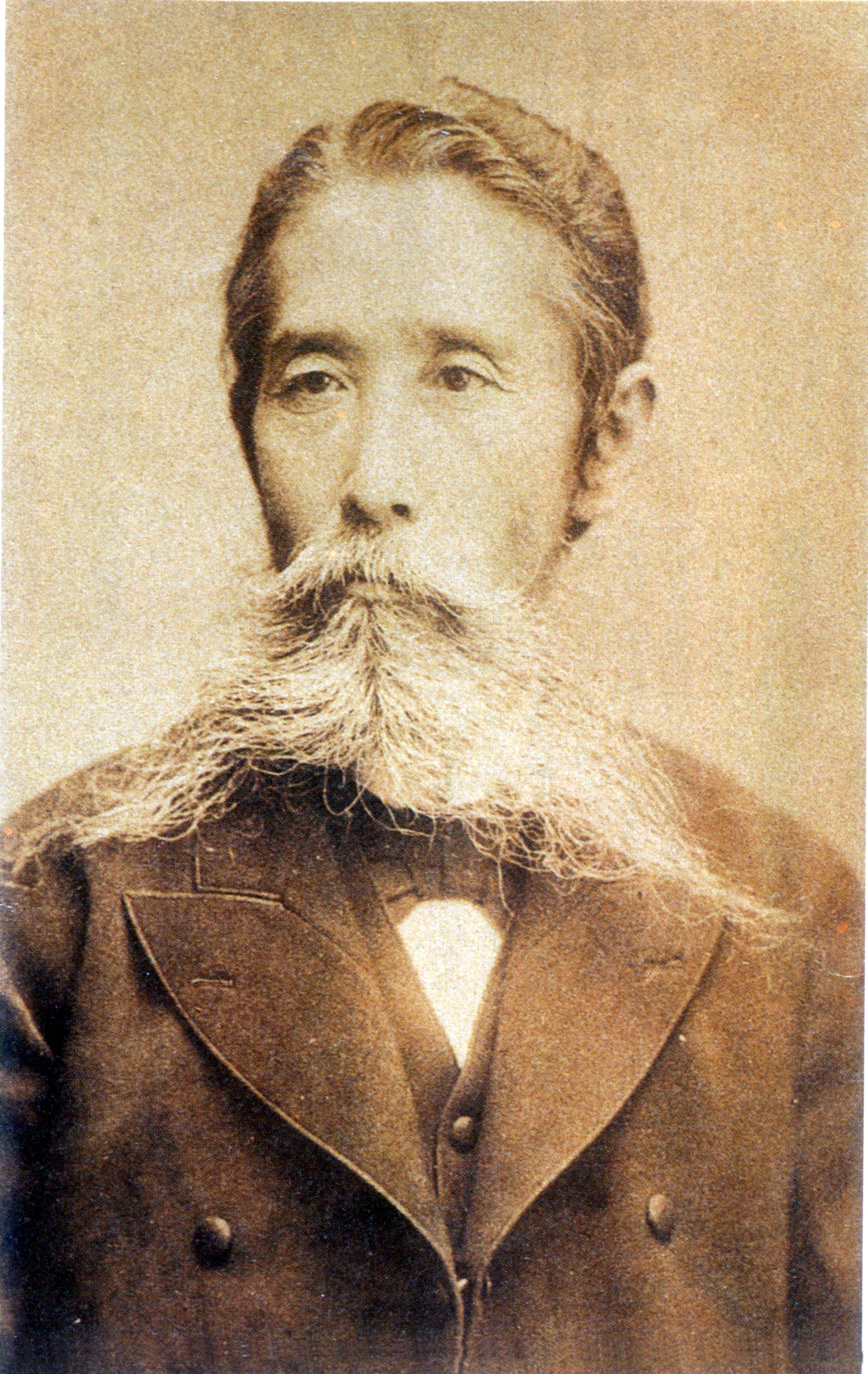
板垣退助

明治6年（1873年）、書契事件などに代表される朝鮮王朝の横暴に憤慨し征韓論を唱え、「明治6年の政変」で下野した板垣退助は、翌年（1874年）1月12日、「愛国公党」を組織し、1月17日、政府に『民撰議院設立建白書』を提出した。これが日本で最初に「愛国」の名を冠した団体であり、政権批判を行った政治結社である。
皇室を篤く敬戴し、「愛国」を標榜し、時の政権を批判し、社会主義の台頭に警鐘を鳴らし、演説を行い機関紙を発行するというスタイルは、板垣退助の自由民権運動によって確立されたもので、当時の自由民権運動は、爆弾を作って政府転覆を図ったり、高知の立志社のように、自前の軍隊組織を持つなど、後の右翼のような穏健な活動ばかりではなかった。自由民権における「政府転覆」とは、天皇を奉戴して、政府内にいる奸賊を取り除き、第二の維新回天を断行することにあった。頭山満の向陽社（玄洋社の前身）も、この系統を引き自由民権運動の結社として結成された。板垣退助は大アジア主義を唱え、更に『社會主義の脅威』を著して、日本に左翼思想が蔓延することに抗戦した。板垣退助の死後、原内閣の内務大臣・床次竹二郎（立憲政友会）は、社会主義の台頭を憂慮し全国的な右翼団体を創設するべく発起。これを基に立憲政友会の米田穣代議士をまとめ役として、10月4日、博徒等関西壮士の大親分36人を東京に呼び寄せて会合を開き、大アジア主義を掲げた玄洋社の頭山満を顧問に迎えて大日本國粹会を組織した。同会は、東宮侍講・杉浦重剛が仁侠精神と尊皇主義を兼ね備えた綱領を起草。「我國古來の温情主義による勞資間の美風良俗（国体・精神・文化）を守るべく左翼運動を實力で粉碎し得る團體」であることが指向された博徒や土建業者系の壮士を中心とする全国的規模の右翼団体であり、そのため、超党派的純国家主義思想団体として、皇室中心主義、大アジア主義等や伝統の侠客道を根本信条として行動することを原則とした。創立当時、総裁は伯爵・大木遠吉（貴族院議員。帝国公道会の設立に深く関与。翌年、原内閣司法大臣）、会長は自由民権家・村野常右衛門（立憲政友会幹事長）、理事長は中安信三郎が務め、会員数60万と称した。大正・昭和期にかけて戦前の代表的な右翼団体は皆これらの薫陶を受けたものから派生し、対露主戦論や日韓合邦論を主張した黒龍会、また天皇親政を掲げた昭和維新運動などがある。これらを松本健一は「自身では右翼では無く民族派運動である」と称した。
1945年（昭和20年）、敗戦を期に右翼団体構成員らの自決が相次いだ。愛宕山にて尊攘同志会の12名（愛宕山事件）、皇居前広間で明朗会の12人、代々木練兵場で大東塾の14名など。
警察庁は、昭和35年（1960年）の安保闘争による共産主義革命への危機感を背景に行動右翼団体が誕生したとしている（任侠系のいわゆる「反共抜刀隊」である）。同庁は、平成11年（1999年）の調査で、街宣活動を行っている右翼は約900団体約1万人とみなしている。『知恵蔵』平成2年（1990年）版には、右翼・民族派団体は1988年時点で約840団体12万5000人、うち警察の情報収集対象になっているのは約50団体2万2000人と記されている。ただし、右翼の看板を掲げているだけで実際に活動をしていない暴力団の存在や所在不明な右翼団体、1人で複数の団体を名乗ったり逆に1人で複数の団体に加盟したりで、公安当局が右翼の正確な数字を把握していないとの指摘がある。さらに当局は一度右翼として記録したら、右翼活動をやめても資料から抹消されないことも指摘されている。

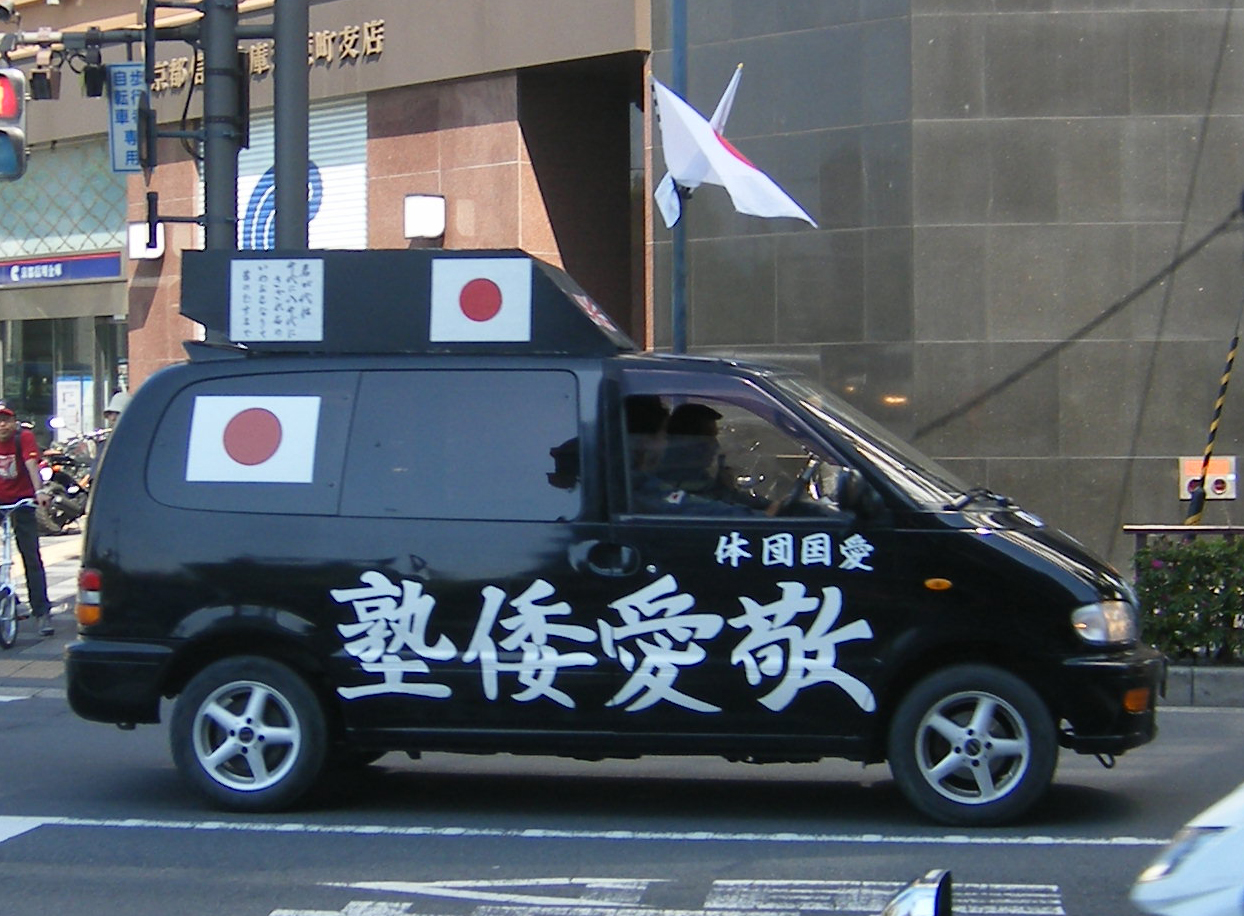
日本の右翼の街宣車の例（2006年5月）

街宣車で街宣活動を始めた右翼の元祖は、戦前には国会議員も務めた大日本愛国党総裁の赤尾敏とされている。
自ら「新右翼」を名乗った「一水会」の代表を務めた鈴木邦男は、右翼なら必ず街宣車を持ち、街宣活動を行なうとしている。右翼団体数の900団体はほぼ街宣車の数と一致する。なお、民族派右翼の流れを組む維新政党・新風なども街宣活動を行なっている。
一口に「右翼団体」と言っても数多の組織が存在し、そのすべてが「極端な愛国思想」、「暴力団の隠れ蓑」等であると一括りにはできない。街宣右翼の主張は千差万別であり、中露はもちろんアメリカとの安保体制すらも一切認めないという極端な孤立主義から、過去の侵略を反省し、中韓両国との友好が重要であるという主張まで数多く存在するが、街宣する際のスタイル自体にはあまり違いは見られず共通している。
戦前の日本からの保守・右翼は敗戦後被占領期にあって連合国軍最高司令官総司令部（GHQ/SCAP）により公職追放を受けた。しかし、朝鮮戦争の発生に伴い日本を“反共主義と封じ込めの防壁”化するために政策が転換された、いわゆる逆コースに伴い、旧軍人や元活動家を中心に右翼運動が復活した。
現在の日本における右翼のイメージは、旧日本軍の軍歌等を大音量で流しながら黒塗りの街宣車で街宣活動を行う、任侠右翼に代表される。これらの任侠右翼を「暴力団の隠れ蓑か営利組織であり本来の右翼ではない」という否定的ニュアンスで「右翼標榜暴力団」「似非（えせ）右翼」と呼称する場合もある。日本社会で伝統的に差別されてきている在日朝鮮人・在日中国人・同和民（被差別部落民）（差別集落か被差別集落なのかが問題、部落という語自体は同和民とは別物である。）などの出自をもつ人がヤクザのなかに多いとThe Japan TimesのEric Johnstonは指摘し、このために排外的・差別的傾向のある右翼とヤクザとは相容れない関係にあると述べた。また近年ではマスメディアによって"街宣右翼は在日韓国・朝鮮人が多く、一般市民に対して、日本国旗や天皇・自衛隊等へ対する嫌悪感を植えつけるのが目的”という主張も見られるようになった。
警察白書では「公安の維持」として左翼勢力に次いで「右翼」の動向を掲載している。今日では街宣活動や示威活動を専門に行う右翼がおり、暴力団まがいの活動を行い、あるいは暴力団が政治団体として右翼と称している事例も多い。警察学のなかで語られる右翼は基本的に「民族主義的で排外主義的な主張にもとづく市民活動」であり攻撃対象を執拗につけまわし徘徊し、あるいはテロリズムの元凶として公安警察の情報収集対象になっている。また、同様に公安調査庁の情報収集対象にもなっている。

#### 中国
極左政党である中国共産党による支配が確立している中国においては、体制に批判的な勢力や人物が右翼と呼ばれる。
1957年に毛沢東が発動した「反右派闘争」と呼ばれる反体制狩りで、55万人の知識人が弾圧を受けた。

#### 韓国
第二次世界大戦後長らく南北分断による北朝鮮の脅威に対抗するため、反共主義という共通目標から日本の右翼と親しい関係にあった。また1990年代以降は反日親北の強い左翼勢力が拡大し右翼は迫害される一方となった。2000年代にニューライトと呼ばれる新右翼が誕生し、アメリカ、日本寄りの姿勢を強めている。
現在は親日派の右翼も存在する一方、愛国主義を過激に持つ排外的な右翼も増え続けている。主に攻撃対象は北朝鮮、日本人、中国人、全羅道民、障害者、外国人である。
また、韓国の右翼は同性愛に非常に否定的である。韓国の主要右派政治家であり、自由韓国党前代表の洪準杓（ホン・ジュンピョ）は「同性愛は天の意思に反する犯罪」、「同性愛を禁止するだけでなく厳罰しなければならない」と発言した。実際、韓国の右派政治家の多くは同性愛など性的少数者の問題に非常に強く反対し、同性愛を近親相姦や小児性愛と比較したり、性的少数者の存在が社会秩序を崩壊させると罵倒したりもする。

#### 北朝鮮
極左政党である朝鮮労働党の一党独裁政権下にある北朝鮮は外部からは不明な点が多く、政府に独断で愛国活動を行う右翼勢力の存在は確認されていないが、2002年に北朝鮮政府が日本人拉致を認めた際には「一部の英雄主義者」の犯行として処理したことがある。ただ、西欧の一部の学者は、北朝鮮の軍事基盤全体主義体制と人種差別が過去の日本帝国の姿に似ているとし、北朝鮮を実質的に極左ではなく極右的国家と見る見方もある。むろん、このような見解は論議の余地がある。

#### モンゴル
モンゴルは歴史的に何度も中国からの侵略を受け、特に清朝末期から中華民国時代にかけての中国人による蛮行、さらに中国共産党による内モンゴルへの弾圧などを背景に、モンゴルでの反中意識が強く、中国に対する激しい敵対心を抱いており、中国人がモンゴルで襲われるほどである。中国人だと思って殴っていたら日本人だとわかって「ごめんなさい」と謝罪するケースもあり、2005年頃から中国人や中華料理店が襲撃される事件が頻繁に起きており、産業法規を無視するような「やりたい放題」の中国資本、後を絶たない不法入国、衛生観念の欠落、地元女性をほしいままにする素行の悪さなど「日々の新聞の見出しになるほど」であり、近年モンゴルでは中国人労働者と観光客が目立つようになり、だからこそ、モンゴルの極右団体が中国人らしい人物を見つけては、無差別に鬱憤晴らしの嫌がらせをしている。
2005年末、ダヤル・モンゴルと名乗る極右団体が中国系のスーパーやホテルを襲撃した。中国人や韓国人に対する嫌がらせや脅迫は個別的には起きていたが、集団としては新しい現象だった。彼らは広告や看板に漢字やハングルを使用させず、見つけた場合は看板を取り外し、店を破壊すると宣言している。かつてウランバートルには漢字やハングルが溢れていたが、店主たちは襲撃を避けるために、看板を自主的にモンゴル語に塗り替えたという。
モンゴルの極右団体が極端な反中国運動を展開しており、「中国人の男と寝た」との理由で、複数のモンゴル人女性の頭髪を丸刈りにしたり、中国と関係が深かったモンゴル人を殺害する事件も起きている。モンゴル首都のウランバートルにはハーケンクロイツのマークとともに「中国人を射殺せよ」とする落書きも多くみられる。代表的な極右団体としてはフフ・モンゴルなどがあり、構成員は数千人とされるが、人口270万人のモンゴルでは相当な人数である。2006年11月にダヤル・モンゴル及びフフ・モンゴルグループは中国・韓国系の店を襲撃した。
ネオナチ団体も存在し、ツァガーン・カズ（Tsagaan Khass）は「白卍」を意味する団体名で、中国人などの外国人犯罪から一般市民を守るために創設され、ヒトラーを崇拝する。指導者の一人は「我々はヒトラーの極端な主張や第二次世界大戦の開始には同意しないし、殺生には反対するが、国民のアイデンティティを維持する彼のイデオロギーには賛同すると述べている.
モンゴルでは、3団体が極右団体に指定され、これらの極右団体が掲げる第1の敵は中国であり、経済、文化などあらゆる面で外国の影響を拒絶している。鉱山開発や建設事業で中国の影響力が増したことも、モンゴルの排外的民族主義を強める一因だと指摘する専門家もいる。200年にわたって満洲民族に支配された歴史をもつモンゴル人の中には、中国マネーがもたらす新たな繁栄への期待よりも、中国の野心に対する警戒心のほうが強いという見方もある。モンゴル科学アカデミーのショルフー・ドルジは、「モンゴルに来る外国人、主に中国人の違法行為に対する彼らの自警団的活動は、モンゴル全体の支持を得る可能性がある。それこそ真の脅威だ」と指摘している。2008年5月20日には、ダヤル・モンゴル運動代表及びフフ・モンゴルグループ代表が、伝統統一党から国家大会議総選挙に立候補することを発表した。
アメリカ合衆国国務省は2010年の春以降、ウランバートルなどで「外国籍の人間に対する排外主義的襲撃事件が増加しており、ナショナリズム団体がアジア系アメリカ人を中国人や韓国人だと誤解し、突然襲撃することが多いとの渡航情報を出している。

#### インド
ヒンドゥー至上主義者団体が存在する（ヒンドゥー・ナショナリズムの項目も参照）。2008年にはオリッサ州においてキリスト教徒に対する暴動が発生している。
2009年には熱狂的なヒンドゥー至上主義者団体が「インドの文化に反する」という理由でバレンタインデーを祝う人々へ襲撃予告を出したことがある。

#### ミャンマー
2010年の民政移管後に969運動などの仏教過激派・民族主義団体が目立つようになっている。また2021年のクーデターで、軍部が政権を握ったため、現在のミャンマーは右翼国家である。

### 南北アメリカ

#### アメリカ合衆国
奴隷制の負の遺産として、白人至上主義が歴史的に存在しており、クー・クラックス・クラン（KKK）、ミリシアなどの団体が公民権運動の成果であるマイノリティー擁護政策や移民増大の反作用として、有色人種をターゲットにし暴行を加えるなど様々な問題も抱える（ヘイトクライム）。近年では同種の主張をする団体は、KKKも含め衰退の一途をたどっているが、保守的な傾向のある地域では上記のような差別思想も根深く残っている。
最近は、オルタナ右翼（英:alt-right）という右翼思想の一種が主流の保守主義への代替案（オルタナティブ）として出現した。共和党の第45代大統領ドナルド・トランプを支持し、アメリカ合衆国大統領選挙でのトランプ当選に役割を果たした運動だとされる。この運動は2021年1月6日の議会を約6時間中断させた議会議事堂襲撃事件を経て2020年のトランプ落選後も継続した運動として勢力を保っている。

### 欧州連合諸国
近年の欧州連合（EU）では、排外主義の政治勢力が右翼または極右というレッテルを貼られることが多い。移民の高い失業率や貧困・犯罪といった問題、多文化主義政策の失敗により、非欧州系やムスリムの移民と在来の住民との摩擦が激しくなり、各国で右翼勢力の存在感が高まっている。なお、イタリアの北部同盟やオランダのフォルタイン党などは反移民を主張することから右翼政党と定義されやすいが、これらの政党は反グローバリズム・地域主義色が強く、国家を地盤とした既存の右翼勢力と同一視する事は適切ではない。
欧米においてはファシズムやその傍流を主張する勢力も「戦前への回帰」という点や、その主張が現代の基本的な政治的選択肢から著しく逸脱した主張を行う事から右翼、ないし極右と評価される事が多い。彼らはポスト・ファシズム、或いはネオ・ファシズムと呼称される。ただし、ファシズムはその理論的基礎に社会主義の理念を多分に含んでいるため、従来の保守主義とは異質なものと見なされることも多い。
いわゆるネオナチも「ドイツにおけるネオファシズム」と分類される。しかし、ネオナチはナチスが劣等民族と見なしていたスラブ人による東欧・ロシアでの浸透がみられ、本来のナチズムとは別物と見なされることもある。

#### ドイツ
ドイツの右翼は、ネオナチの勢力が最も有名であるが、ナチズムに対して否定的な右翼も多い。ナチス系の右翼にはナチス的だが反ヒトラー派があり、また保守革命の系譜とされる諸派、例えばコンスルなどの流れを引く右翼は反ナチ系の極右である。なお、ネオナチはトルコ等からの移民を攻撃対象にする傾向にある。
反EUや移民制限などを掲げた国民保守主義政党も近年は活躍しており、2013年に結成されたドイツのための選択肢（Alternative für Deutschland、AfD）は翌年の欧州議会選挙で7名を当選させ、2017年ドイツ連邦議会選挙では94議席を獲得し、野党第一党となった。AfDは極右政党と報道される。

#### イタリア
イタリアにおいては第二次世界大戦後、左翼勢力が台頭した一方で、ネオ・ファシズムなどの右翼勢力も活躍している。
1946年、ベニート・ムッソリーニのイタリア社会共和国の関係者によってイタリア社会運動が結成された。1967年ユニオ・ヴァレリオ・ボルゲーゼはイタリア国民戦線を結成した。ボルゲーゼは1970年にはイタリア共産党の躍進に危機感を強め、軍事クーデターを計画したが失敗し、スペインに亡命した。
1980年のボローニャ駅爆破テロ事件では極右の武装革命中核と極左の赤い旅団が犯行を名乗り出た。武装革命中核の構成員だったロベルト・フィオレは1997年に結党された新しき力の党首となった。また、イタリア社会運動は穏健保守色を強めた 国民同盟に改組された。
1992年からの大規模汚職調査タンジェントポリによって400人の議員が逮捕され、戦後政権を担ってきた中道・左派政党が国民の信頼を失い、議席を減らした。
1994年、シルヴィオ・ベルルスコーニによりフォルツァ・イタリアが結成され、国民同盟や北部同盟と連立政権を立てた。2007年には自由の人民を結成し、2008年に第三次ベルルスコーニ政権が樹立した。

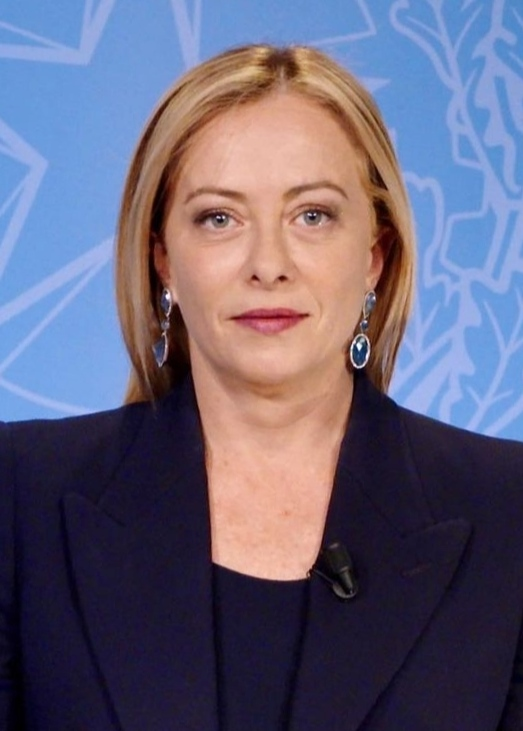
イタリアの同胞党首のジョルジャ・メローニ

2012年には国民同盟派議員の政党のイタリアの同胞が結成され、党首には女性のジョルジャ・メローニが就任した。国民保守主義を主張するが、ファシスト党の流れを汲み民族主義的な極右勢力とも報道されることもある
ほか「君主党」など、王政復古つまりサヴォイア家復興を目指す王党派も存在した。
「新右翼」の哲学者マルチェッロ・ヴェネツィアー二は著書『左翼と右翼』において、フォルツァ・イタリアや国民同盟、北部同盟など特定の右派政党から距離をとり、政治的右翼ではないスピリチュアルな右翼、宗教的・伝統的・地政学的な「根づき(radicamento)」をもつディープ右翼(Destra profonda)をとなえ、イタリアをEU統合によりヨーロッパ化するのではなく、むしろ地中海化せよと提起する。また、ヴェネツィアー二はポストモダン思想の導入により「平等主義」よりも「差異の承認」に力点を置く.

#### フランス

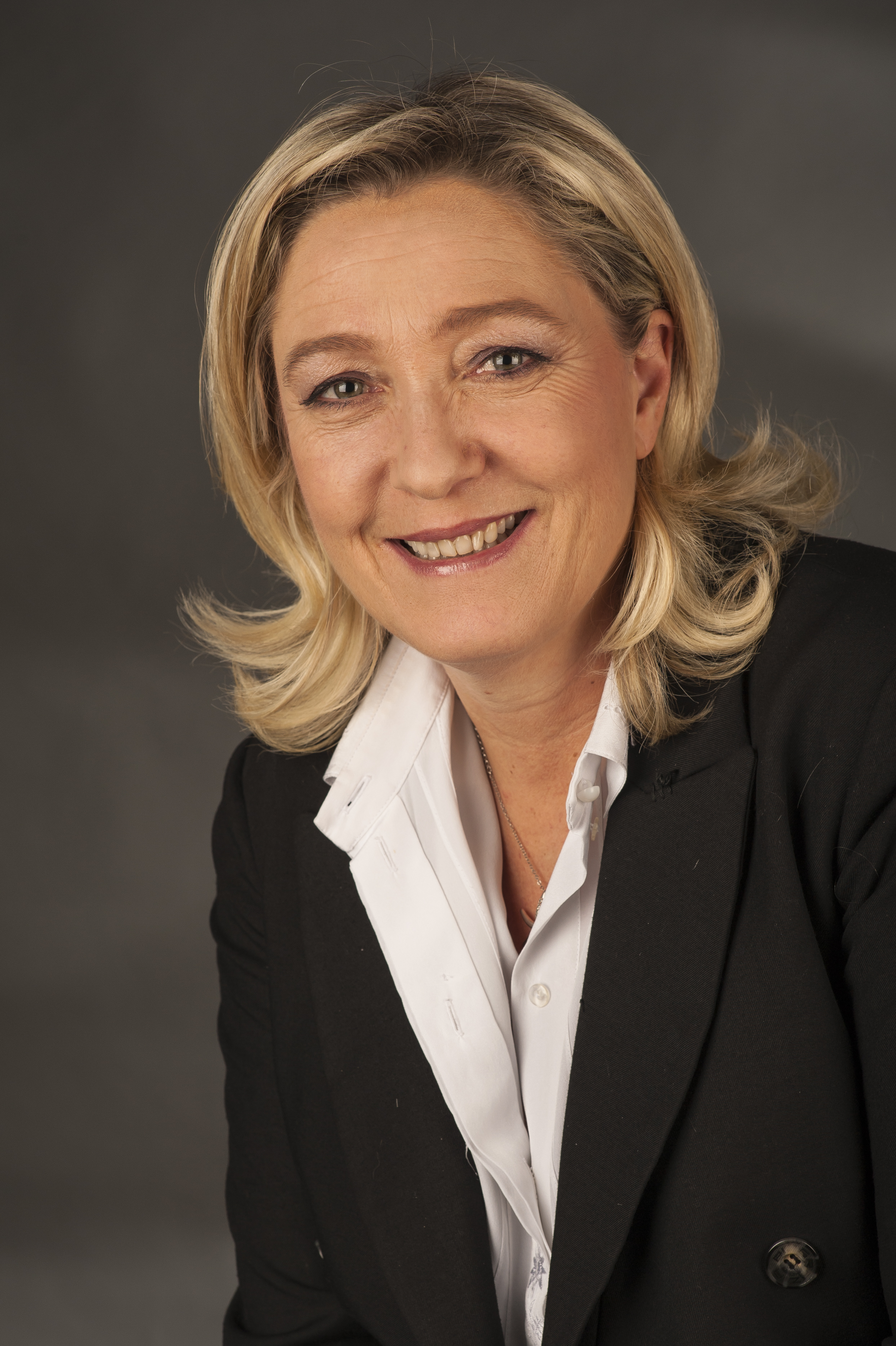
フランスの右翼政党国民連合の党首マリーヌ・ル・ペン

フランスではアクション・フランセーズに代表される王党派右翼が王制廃止後も長く影響力を持ったが、現在ではほとんど消滅してしまっている。
極右政党とされる国民連合が近年伸張著しい。同政党は移民、とりわけ旧植民地のアラブ系とアフリカ系黒人の排斥、人工妊娠中絶反対を唱えている。2021年4月6日付のル・モンド紙の大統領選世論調査によると、25～34歳の層で党首マリーヌ・ル・ペン支持率は29％に上り、マクロン大統領支持率20％を抑え、第一位となった。

#### イギリス
「Category:イギリスの右翼」を参照
イギリス国民戦線が存在し、外国人移民排斥やアイルランド奪取などを訴えている。保守党系列のテロ集団アルスター義勇軍などもある。また近年反ムスリムの極右政党、イギリス国民党（略称：BNP）が支持を伸ばしている。
2009年にはイングランド防衛同盟（EDL）という極右組織が活発になってきている。主にイギリスにいるムスリム移民の完全な排斥を最大の目標として掲げている。
類似の組織はノルウェーやデンマーク、ベルギーにも存在しており、各国の反イスラーム勢力とインターネットを通じて連携を取り合っている。

#### ベルギー
ネオナチ政党「フラームス・ベラング」（フランデレンの利益）が台頭しつつある。国政においても一定の勢力（議席・支持者）を持つ。

#### オランダ
オランダでは2006年に反EUや反イスラーム主義を掲げる右翼政党自由党(PVV)が結成し、9議席を獲得した。第二院では20議席獲得し野党第一党であったが、2021年下院選では17議席とやや減じた。

#### オーストリア
1986年、元ナチス将校であったクルト・ヴァルトハイムが大統領となり、欧米で問題視された。1989年連立内閣の一員であったオーストリア自由党党首に親ナチのイェルク・ハイダーを選出して、オーストリアがヨーロッパから孤立しかけた。後に連立解消するが、現在でも自由党および自由党から別れたオーストリア未来同盟は一定の議席を持ち、ケルンテン州では与党になっている。

#### スペイン
1936-39年のスペイン内戦では、ドイツ・イタリアがファシズムにきわめて親和的なファランヘ党などの反共和国勢力を支持した。また他のヨーロッパ諸国も不干渉を口実に傍観した。共和国政府を倒し勝利したフランコは、第二次大戦においては、枢軸国との距離をおいて中立を宣言し、難局を乗り切った。欧州にあって例外的に1975年まで円満に政権を維持した。

### ロシア
ウラジーミル・ジリノフスキー率いるロシア自由民主党が知られている。ソビエト連邦の崩壊後の急激な資本主義導入により、経済発展から取り残された市民に支持されている。アラスカ返還論、核攻撃論、北方領土非返還論など奇抜かつ過激な論調が却って国民受けしている。

### 中東
イスラム社会の世俗化、西欧化（≒アメリカニゼーション）に対抗する形で、イスラム原理主義が一定勢力を持っている。またパレスチナ問題の未解決はイスラエル寄りでシオニズムを支持するアメリカ合衆国への不信感を招き、反米の様相を呈す一因となっている（ハマス、ヒズボラ、ムスリム同胞団、タリバンなど）。近年にはイラク戦争を嚆矢としてこれに対テロ戦争が加わった。イランでは核問題などと絡みアフマディネジャド大統領など強硬的言動を行う政治家が存在する。
なお、歴史的にキリスト教徒の多かったレバノンにおいては、マロン派キリスト教徒の一部が自分達のアイデンティティをアラブよりも欧米に求める風潮が強く、フェニキア主義と呼ばれる独特の宗派主義が生まれた。こうした政治家や政治団体は1980年代までレバノンの国政に大きな影響力を与えており、現実的な利権も絡んで1975年のレバノン内戦につながった。

#### イスラエル
旧約聖書などユダヤ聖典で唱えられる大イスラエル主義（「約束の地」は全てイスラエルのものであるとする思想）が、右翼政党「イスラエル我が家」やユダヤ原理主義聖職者のみならず、政権党リクード内部にも存在している。彼らは、自分たちイスラエルは世界中からユダヤ難民を受け入れたのだから、アラブ世界がパレスチナ難民を収容すべきだと主張する。また、パレスチナなどもともと存在しないのだから、イスラエルに住むアラブ人は全員市民権を剥奪するか、国外追放すべきであるという主張も一部で支持されている。イスラエルにおける右翼の代表的人物にモーシェ・ファイクリン、アヴィグドール・リーベルマン、カハネ主義を唱えたメイル・カハネなどがいる。

## 右翼的なカルト宗教
- オウム真理教(Aleph)[66]
- 幸福の科学[67]
- 世界平和統一家庭連合[68]
- エホバの証人[69]
- 冨士大石寺顕正会[70]
- 崇教真光[71]
- 生長の家[72]

## 主な人物
- ほんこん[73]
- 小林よしのり[74]
- 三島由紀夫[75]
- 宮沢賢治[76]
- 暇空茜
- 花田紀凱
- 戸塚宏
- 竹田恒泰
- すぎやまこういち
- 田母神俊雄
- 石丸伸二[77]
- 吉田嘉明
- 桂春蝶 (3代目)
- 千葉麗子
- 関暁夫
- Q
- ウォルト・ディズニー[78]
- マザー・テレサ[79]
- ヨハネ・パウロ2世[80]
- ポール・マッカートニー[81]
- ピーター・ティール[82]
- クリント・イーストウッド[83]
- ケント・ギルバート[84]
- イーロン・マスク[85]

### 右派政党に所属した政治家

#### 極右政党
- 李承晩(自由党)
- アドルフ・ヒトラー(国民社会主義ドイツ労働者党)
- ベニート・ムッソリーニ(国家ファシスト党)
- 小磯國昭(大政翼賛会)
- アントン・ドレクスラー(ドイツ労働者党)
- 石原慎太郎(次世代の党)
- 赤尾敏(大日本愛国党)
- 大川隆法(幸福実現党)
- アルベルト・フジモリ(人民勢力党)
- イスマーイール・ハニーヤ(ハマース)
- 神谷宗幣(参政党)
- 桜井誠（日本第一党）
- 百田尚樹[86](日本保守党)

#### 右派政党
- ウラジーミル・プーチン(統一ロシア)
- ウィンストン・チャーチル(保守党)
- ロナルド・レーガン(共和党)
- シャルル・ド・ゴール(フランス人民連合)
- マーガレット・サッチャー(保守党)
- 伊藤博文(立憲政友会)
- アーノルド・シュワルツェネッガー(共和党)
- 麻原彰晃（真理党）

#### 中道右派政党
- アンゲラ・メルケル(ドイツキリスト教民主同盟)
- マルセロ・レベロ・デ・ソウザ(社会民主党)

### 暗殺者・テロリスト
- 山口二矢
- トーマス・マシュー・クルックス[87] (共和党)
- ヤヌシュ・ワルス（フランス語版）
- ナトラム・ゴドセ (民族義勇団)
- 小森一孝
- 筆保泰禎[88]
- 前野光保[89]
- 伊藤白水
- 若島和美
- ニコラス・クルーズ[90]
- アンネシュ・ベーリング・ブレイビク
- ウサーマ・ビン・ラーディン (アルカイダ)

## 世界各国の主な右翼政党
- 日本
  - 国政政党
    - 自由民主党
    - 日本維新の会(大阪維新の会)
    - 参政党
    - 日本保守党

  - 諸派
    - ファーストの会(都民ファーストの会)
    - 維新政党・新風
    - 幸福実現党
    - 日本第一党
    - 新党くにもり
    - つばさの党
    - みんなでつくる党
    - 市民がつくる政治の会
    - 大日本愛国党
    - 日本国民党
    - 日本皇民党
    - 日本保守党 (2021-)

- アメリカ合衆国
  - 共和党

- フランス
  - 共和党
  - 国民連合

- イギリス
  - 保守党
  - リフォームUK
  - 国民党

- ドイツ
  - ドイツキリスト教民主同盟
  - キリスト教社会同盟
  - 自由民主党
  - ドイツのための選択肢(AfD)
  - 国家民主党
  - 右翼党 (ドイツ)（英語版）

- イタリア
  - イタリアの同胞
  - フォルツァ・イタリア

- ロシア
  - 統一ロシア
  - ロシア自由民主党

- 韓国
  - 国民の力

## 「右翼」とされている主なマスコミ
- 日本
  - 産経新聞[91]
  - 読売新聞[92]
  - 四国新聞[93]
  - 週刊新潮[94]
  - 週刊文春[94]
  - Hanada
  - SAPIO
  - 虎ノ門テレビ
  - 幸福の科学出版
  - 八重山日報
  - WiLL[95]
- 韓国
  - 朝鮮日報[96]
  - 東亜日報[97]
- アメリカ合衆国
  - Fox News[98]
  - リーダーズ・ダイジェスト[99]
- イギリス
  - デイリー・エクスプレス[99]
  - デイリー・テレグラフ[99]
  - ザ・サン[99]
- ロシア
  - ロシア・トゥデイ[100]